# St. Petri (Braunschweig)

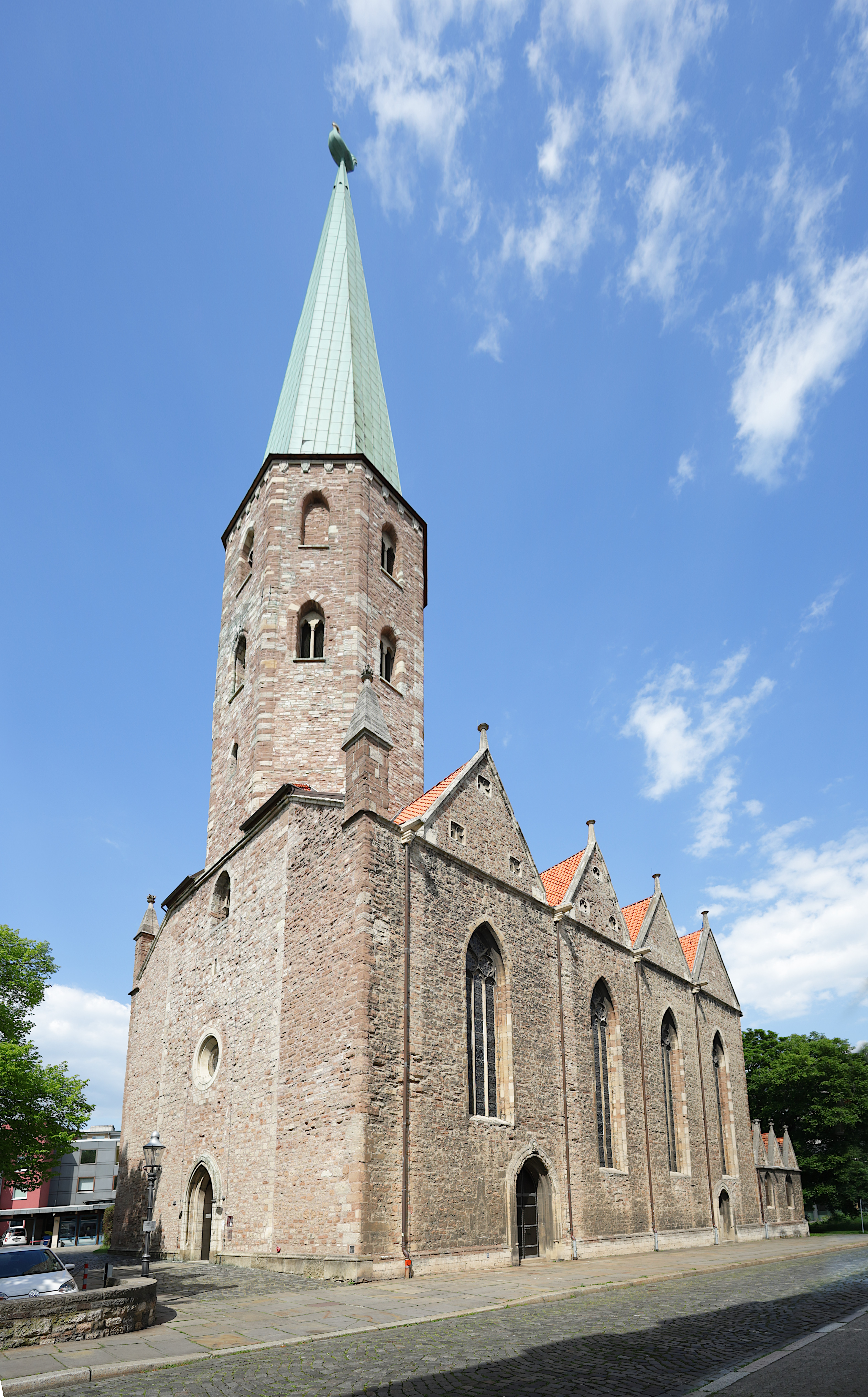
St. Petri von Westen

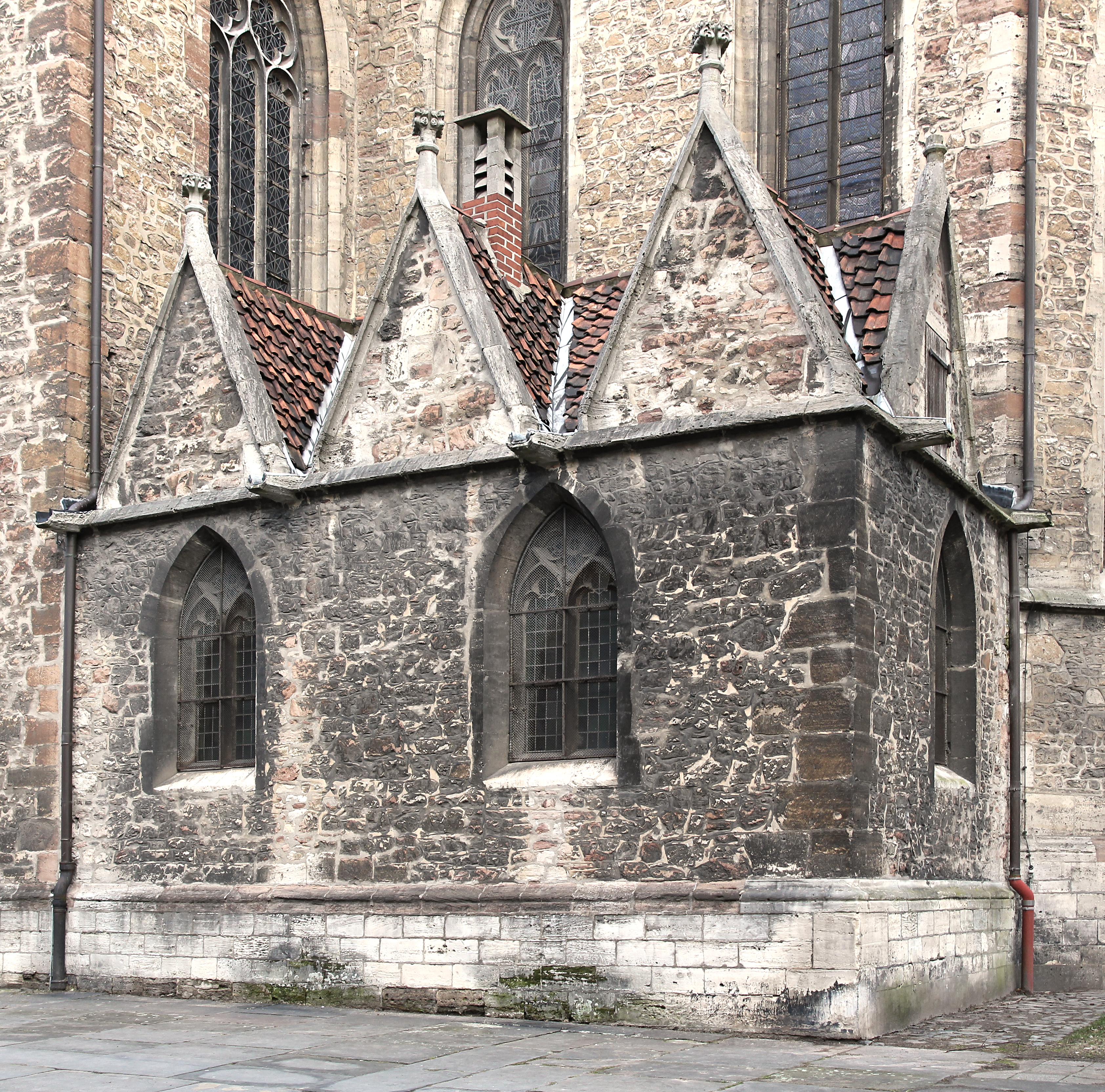
Annenkapelle

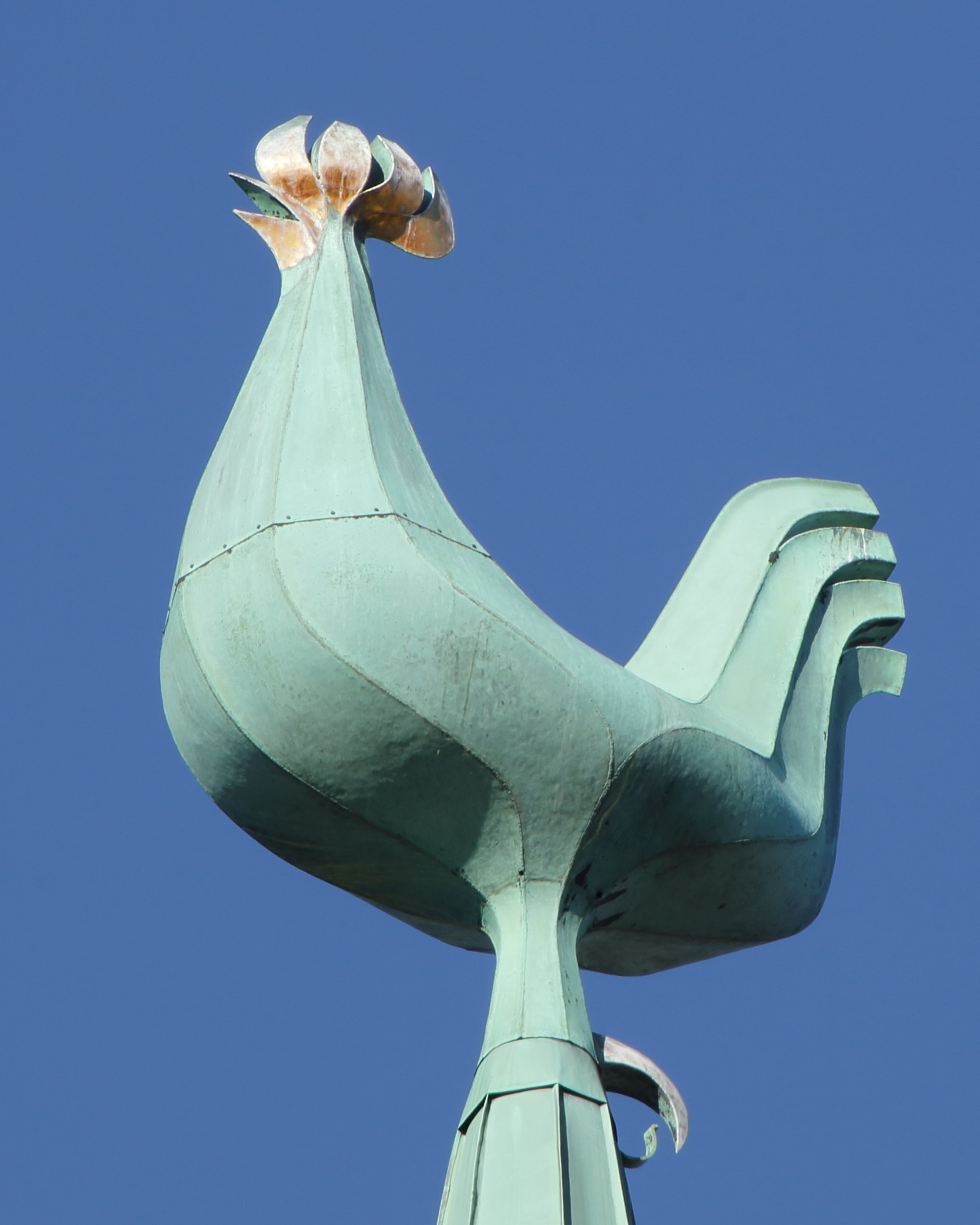
Wetterhahn von Bodo Kampmann

St. Petri, auch Petrikirche genannt, wurde im 12. Jahrhundert als vierte Pfarrkirche des Weichbildes Altstadt in Braunschweig gegründet. Sie befindet sich an der Straße „An der Petrikirche“. Das Gemeindehaus befindet sich an der Langen Straße. Die gotische Kirche mit einem 71 Meter hohen Kirchturm hat seit 1971 einen markanten Hahn aus Kupfer auf der Turmspitze.
Zum Jahresbeginn 2023 wurde die Kirchengemeinde mit der Andreaskirche zur Kirchengemeinde St. Andreas-Petri fusioniert.

## Geschichte

### Vom Mittelalter bis 1900
Der erste bescheidene Bau fiel 1256 einem Stadtbrand zum Opfer. Ab 1260 erfolgte ein basilikaler Neubau, von dem nur noch der Westturm erhalten ist. Ende des 13. Jahrhunderts begann der Umbau in eine dreischiffige gotische Hallenkirche mit Chor und 5/8-Chorabschluss, jedoch ohne Querhaus. Gegen 1400 wurde an der Südseite des Chores die Annen- und Liviniuskapelle angefügt. Seit 1528 ist St. Petri evangelisch-lutherische Pfarrkirche. Nach Ende des Dreißigjährigen Krieges, im Jahr 1649, wurde der Kirche ein frühbarocker Hochaltar durch Mette Drösemann gestiftet. 1811 wurde die gotische Kirchturmspitze durch eine barocke Haube ersetzt, nachdem am 13. Februar 1811 der Kirchturm von einem Blitz getroffen worden war und die Spitze ausgebrannt war. Diese schmückte den Turm bis zum Zweiten Weltkrieg. Als Ersatz für die zerstörten Glocken erhielt St. Petri eine Glocke der Aegidienkirche. Diese wurde im selben Jahr als Gotteshaus geschlossen. Eine weitere Glocke kam von der Schlosskirche in Salzdahlum hinzu, nachdem das Schloss Salzdahlum während der französischen Besatzung abgebrochen worden war.
Von 1888 bis 1891 wurde die Kirche durch Stadtbaumeister Max Osterloh im neugotischen Stil renoviert. Dabei wurden 1888 Teile der historischen Ausstattung entfernt. Hofmaler Adolf Quensen bemalte den Innenraum neu.

### Beschädigung und Nutzung als Lagerstätte
Durch Bombenangriffe während des Zweiten Weltkrieges, insbesondere den vom 15. Oktober 1944, brannten Turm und Innenraum aus. Ab diesem Tag wurde die Petrikirche nicht mehr als Gotteshaus genutzt, die Petrigemeinde nutzte fortan die Jakobikirche mit. Nach Kriegsende wurde die Petrikirche als Lagerstätte für kirchliches und städtisches Kulturgut genutzt. Darunter befanden sich die steinernen Figuren von der Fassade des Altstadtrathauses und Teile des Portals der zerstörten Kreisdirektion am Eiermarkt. Das Portal wurde nicht wieder aufgebaut.

### Wiederaufbau
Die Petrikirche wurde von 1954 bis 1959 unter der Leitung von Stadtkirchenbaurat Friedrich Berndt wiederhergestellt. Am Reformationstag 1959 fand die Wiedereinweihung der Kirche unter der Teilnahme des Gemeindepfarrers Robert Theilemann und des Propstes Otto Jürgens statt und sie wurde wieder regelmäßig für Gottesdienste genutzt. In den 1960er Jahren wurde die Inneneinrichtung neu geschaffen. Die neue Kanzel und das Lesepult stammten vom Bildhauer Hans Fleer. Der Turm erhielt zwischen 1969 und 1971 in Anlehnung an den ursprünglichen Zustand einen spitzen Turmhelm, mit einem von Bodo Kampmann gestalteten kupfernen Hahn, der eine Höhe von 3,25 Meter hat. Seit Weihnachten 1978 besitzt die Kirche wieder ein aus vier Glocken bestehendes Geläut. Von 2009 bis 2011 wurde der Kirchturm saniert.

## Weitere Details zur Ausstattung
Zu den Ausstattungsstücken aus der Zeit vor der Bombardierung gehören ein Taufbecken aus Messing aus dem Jahr 1530, ein Barockkruzifix, ein Epitaph und Pastorenbilder sowie der Hochaltar von 1649 im Seitenschiff, bei dem drei verschollene Bilder durch moderne, symbolische Bilder ersetzt wurden. Außerdem befinden sich eine Paulusfigur aus dem 16. Jahrhundert und eine Petrusfigur, die von 1626 bis 1888 als Kanzelträger gedient hat, in der Kirche.
Die Glasfenster im Chor stammen von 1954 und 1962 und wurden von Claus Wallner geschaffen. Die Seitenfenster zeigen Szenen aus dem Leben von Petrus und Paulus, die Fenster in der Apsis beziehen sich auf die Offenbarung des Johannes.

## Orgel
Die erste bekannte Orgel der Petrikirche stammte von einem unbekannten Orgelbauer aus dem Jahre 1469. Sie wurde 1715 von Johann Andreas Graff aus Wolfenbüttel durch ein Instrument mit 24 Registern (II/P) ersetzt und nach Bettmar umgesetzt. 1812 baute Christian Bethmann aus Linden ein neues Werk (II/P/22), welches wiederum 1892 einer Orgel Friedrich Ladegasts aus Weißenfels weichen musste (III/P/49). Diese wurde 1909 und 1937 umgebaut (Sander; Dutkowski) und in der Bombennacht 14./15. Oktober 1944 mit der Kirche zerstört. Zwischen 1961 und 1964 errichtete Friedrich Weißenborn in zwei Bauabschnitten die heutige Orgel mit mechanischen Schleifladen.
| I Rückpositiv C–g3 |    |
| Gedackt            | 8′ |
| Prinzipal          | 4′ |
| Spitzflöte         | 4′ |
| Waldflöte          | 2′ |
| Sifflöte           | 1′ |
| Sesquialtera II    |    |
| Scharff IV         |    |
| Krummhorn          | 8′ |
| Tremulant          |    |

| II Hauptwerk C–g3 |       |
| Quintadena        | 16′   |
| Prinzipal         | 8′    |
| Spitzgedackt      | 8′    |
| Oktave            | 4′    |
| Koppelflöte       | 4′    |
| Nasat             | 2 ⁄3′ |
| Oktave            | 2′    |
| Mixtur V–VII      |       |
| Trompete          | 8′    |

| III Brustwerk C–g3 |       |
| Quintadena         | 8′    |
| Rohrflöte          | 4′    |
| Prinzipal          | 2′    |
| Quinte             | 1 ⁄3′ |
| Oberton II         |       |
| Zimbel III         |       |
| Sordun             | 16′   |
| Regal              | 8′    |
| Tremulant          |       |

| Pedal C–f1    |     |
| Subbass       | 16′ |
| Prinzipalbass | 8′  |
| Gedacktpommer | 8′  |
| Gemshorn      | 4′  |
| Nachthorn     | 2′  |
| Mixtur IV–VI  |     |
| Posaune       | 16′ |
| Trompete      | 8′  |
| Klarine       | 4′  |

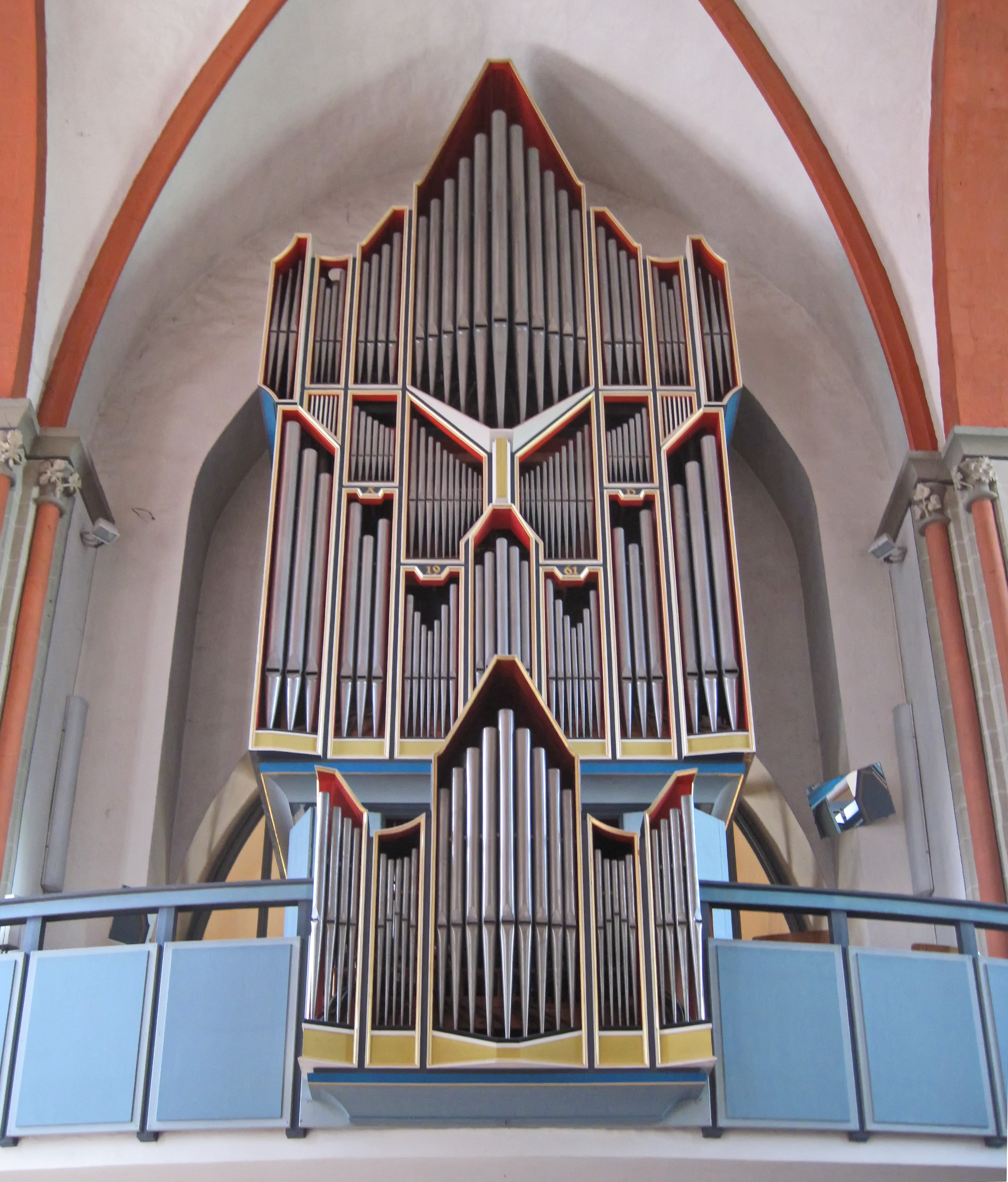
Weißenborn-Orgel

- Koppeln: I/II, III/II, II/P, III/P

## Glocken
Im Kirchturm von St. Petri hängen vier Kirchenglocken aus Bronze, die 1977 und 1978 von der Heidelberger Glockengießerei gegossen wurden.
| Glocke | Gussjahr | Durchmesser | Gewicht  | Schlagton |
| ------ | -------- | ----------- | -------- | --------- |
| 1      | 1978     | 1170 mm0    | 1000 kg0 | e′ +7     |
| 2      | 1977     | 950 mm      | 609 kg   | gis′ +5   |
| 3      | 1977     | 840 mm      | 422 kg   | h′ +7     |
| 4      | 1977     | 750 mm      | 301 kg   | cis″ +5   |